# 門脇舞以
門脇舞以（日语：／ Kadowaki Mai，1980年9月8日—），日本女性聲優。Kaleidoscope所屬。東京都出身。血型O型。本名及舊藝名為門脇舞。愛稱和自稱是舞太（まいた）。

## 人物
- 視力不良（近視加上散光），在隱形眼鏡之上再加上眼鏡。演繹的角色多數都是戴眼鏡的少女（眼鏡娘），如《魔法老師》葉加瀨聰美和的。寫真攝影時亦戴眼鏡，自己和演繹人物有著相同的視力問題變成有趣的共通點。另外眼鏡是下側有框上側沒有框的。
- 最有代表性的声线是甜甜的幼女萝莉音，出演角色多为少女、萝莉, 多次出演魔法少女被称作"魔法少女专业户"。
- 體育會系出身，有籃球、羽毛球、游泳、網球的經驗，但是跑得很慢。
- 在《BLOOD+》共同演出的喜多村英梨，將她當成姐姐般的愛慕。
- 特技是插畫，興趣是攝影。
- 不喜歡的食物是香菜和薄荷糖。
- 對貓過敏。
- 愛稱「舞太」的原因，根據本人解釋，原因是設定電子郵件時拿不到『mai』（舞）這個帳號，因而變成『maita』(舞太)。以後就變成愛稱使用著。（參考鏈接 （页面存档备份，存于））
- 和同樣是聲優的關智一同月同日出生（關是1972年）。再者曾和關智一於「Fate/Stay Night」、「Fate/Zero」及「雙戀2」合作。
- 「LEMON ANGEL PROJECT」六人組的其中一人。
- 與小清水亞美・伊月唯．あきやまかおる・福圓美里的交流較多。與小清水同演動畫較多。
- 與男性声優的柿原徹也在専門學校時曾成為同級生。
- 喜歡的畫家是Paul Delvaux。（節錄自 2006年9月2日第3回）
- 從《電擊PlayStation》創刊開始購買，並曾經有一段把所有遊戲發售日都牢記的日子。
- 很喜欢电玩，从《电击PlayStation》创刊开始购买，并曾经有一段把所有游戏发售日都牢记的日子。并且曾在二手游戏店工作。
- 直至2007年3月，自宅似乎仍然沒有電飯煲。
- 在《ふしぎの海のナディア》播放時曾經是其大愛好者，更加當時飼養的犬取名為「ジャン（Jean．ふしぎの海のナディア其中一位登場人物的名字）」。為新作遊戲出演之時似乎為了「喚著那群角色們的名字」而感激非常。

## 經歷
- 1999年3月，通過kirakira☆メロディー学園的考試，成為第1屆生同學園所屬至2000年3月。
- 2000年7月23日，ブロッコリー決定在東京キャラクターショー召開了プリズムパレット的決定誰是最優秀聲優的公開考試，並赢得準最優秀獎。(最優秀獎得主新谷良子)
- 2001年、轉會到TOWFIVE學習，成為聲優。
- 2002年10月，在《陆上防卫队》中客串，首次出演动画。
- 2003年3月，美術系女子大學的造形学部平面造形學科畢業。
- 2003年4月1日轉會到Production baobab。同時期並修畢於2001年11月進入アミューズメントメディア総合学院東京校的聲優學科（夜間/星期日）課程。
- 2003年7月，在《蒲公英》中首次出演常驻角色，同年擔任RADIOアニメロミックス的主持人，與福圓美里組成組合TAMAGO共並一同進行活動。
- 2007年1月1日，移籍至Kaleidoscope，1月21日由門脇舞改名為門脇舞以。
- 2010年2月21日來臺灣出席第十五屆開拓動漫祭（Fancy Frontier 15），接受訪談，並送出一本日前於Comic Market77發表的攝影集《マイタフォトブ》。
- 2012年10月1日在博客上發表訂婚喜訊。
- 2013年8月5日宣布懷孕[1]；同年12月1日於公式Blog報告生下第一個孩子（男）[2]。
- 2017年2月生下第二個孩子（女）。
- 2018年6月30日，在推特上宣布已经改与事务所Still Wood Garden建立业务合作关系[3]。
- 2018年11月18日於個人社群網站宣布已離婚[4]，成為單親媽媽。

## 出演作品
※ 粗體為主要角色

### 電視動畫
2002年
- 陸上防衛隊（熊外星人）

2003年
- 天使怪盜（石井真理）
- ぽぽたん（メアー）
- R.O.D -THE TV-（小孩B）

2004年
- アガサ・クリスティーの名探偵ポワロとマープル（レオニー）
- tactics（朱雀院舞）
- 月詠 -MOON PHASE-（御堂光）
- 花右京女侍隊 La Verite（まろん）
- 雙戀（白鐘雙樹）

2005年
- 我們這一家（岡崎、おりん）
- 我的太太是魔法少女（森野深雪、赤阪勉）
- 玻璃假面（草木広子）
- 蠟筆小新（加奈）
- 地獄少女（品川）
- それゆけ! 外道乙女隊（北華妹香）
- 哆啦A夢（大雄（幼年時）、女孩子B）（朝日電視台高畫質版）
- 嬉皮笑園（貝荷伊米）
- 雙戀 オルタナティブ（白鐘雙樹）
- 血戰 BLOOD+（金城香裡、敏（第8話登場）、ハヴィア）
- 魔法老師（葉加瀨聰美）
- 青檸色之戰奇譚 X CROSS 〜戀、オシヘテクダサイ。〜（島紬）

2006年
- 櫻蘭高校男公關部（神城雛）
- Gift 〜ギフト〜 eternal rainbow（菊池美穗）
- Canvas2〜彩虹色的圖畫〜（籃球隊員）
- 砂沙美魔法少女俱樂部（衣斗紀）
- 地獄少女 二籠（野野原郁惠）
- 涼宮春日的憂鬱（榎本美夕紀）
- ZEGAPAIN -ゼーガペイン-（リチェルカ）
- タクティカルロア（エステレーラ・ジャルディンマール）
- 心跳回憶 Only Love（針縫由布子、ひよこっこ）
- TOKKO 特公（美香江）
- 魔法老師!?（葉加瀨聰美） - 第14話標題題字と提供イラストも擔當。
- 備長炭（竹炭）
- Fate/stay night（伊莉雅絲菲爾‧馮‧愛因茲貝倫）
- MÄR 魔法世界（フラット・ツェー）
- 夢使者（ナオ）
- LEMON ANGEL PROJECT（渚砂みる）
- 鍊金三級魔法少女（ミユキ）

2007年
- 一騎當千 Dragon Destiny（諸葛亮孔明）
- 星界死者之書（ライラ）
- 節哀唷♥二之宮同學（月村真由）
- 萌少女的戀愛時光（宇佐美美）
- 鬼面騎士（小孩）
- 殭屍借貸（赤月桃佳）
- 造夢同人誌（マミタス）
- MOONLIGHT MILE（レイチェル）
  - 1stシーズン -Lift off-
  - 2ndシーズン -Touch down-

2008年
- 一騎當千 Great Guardians（諸葛亮孔明）
- 我的狐仙女友（七七尾蓮）
- 純情羅曼史（メイド）
- 守護甜心!!心跳（平野小代美）
- 強襲魔女（桑妮亞·V·利特維亞克）
- ドラえもん（月形丸代）

2010年
- 一騎當千 XTREME XECUTOR（諸葛亮孔明）
- 強襲魔女2（桑妮亞·V·利特維亞克）
- 聖誕之吻SS（田中恵子/上崎 裡沙）
- 祝福的鐘聲（米內特）

2011年
- IS〈Infinite Stratos〉（布仏本音）
- 架向星空之橋（藤堂重音）
- Fate/Zero（伊莉雅絲菲爾‧馮‧愛因茲貝倫）

2012年
- 聖誕之吻SS+plus（田中恵子/上崎 裡沙）
- 最強學生會長（阿蘇短冊）
- Fate/Zero 2nd Season（伊莉雅絲菲爾‧馮‧愛因茲貝倫）
- 戀愛與選舉與巧克力（青海衣更）
- 戰國Collection（真緒）

2013年
- 穿透幻影的太陽（太陽明里）
- Fate/kaleid liner 魔法少女☆伊莉雅（伊莉雅絲菲爾·馮·愛因茲貝倫）
- IS〈Infinite Stratos〉2（布仏本音）

2014年
- 人生諮詢電視動畫「人生」（水元美久）
- Fate/kaleid liner 魔法少女☆伊莉雅 2wei（伊莉雅絲菲爾·馮·愛因茲貝倫）
- Fate/stay night [Unlimited Blade Works] （伊莉雅絲菲爾·馮·愛因茲貝倫）
- （桐山優月）

2015年
- Fate/stay night [Unlimited Blade Works] 2nd Season （伊莉雅絲菲爾·馮·愛因茲貝倫)
- Fate/kaleid liner 魔法少女☆伊莉雅 2wei Herz!（伊莉雅絲菲爾·馮·愛因茲貝倫）

）
2016年
- Fate/kaleid liner 魔法少女☆伊莉雅 3rei!!（伊莉雅絲菲爾·馮·愛因茲貝倫）
- 無畏魔女（桑妮亞·V·利特維亞克）

2017年
- 清戀（吉田麻子）
- 悠久持有者：魔法老師！ 第2部（葉加瀨聰美）

2019年
- 一騎當千 Western Wolves（諸葛亮孔明）
- 強襲魔女 501部隊出動！（桑妮亞·V·利特維亞克）

2020年
- 平安達紀（貓）
- 超普通都市柏傳說R（ついなちゃん）
- 小碧藍幻想！（瑪琪拉）
- 強襲魔女 通往柏林之路（桑妮亞·V·利特維亞克）

2021年
- 世界魔女出動！（桑妮亞·V·利特維亞克）

2022年
- 真·一騎當千（諸葛亮孔明）
- 聯盟空軍航空魔法音樂隊 光輝魔女（桑妮亞·V·利特維亞克）

### OVA
- 巨乳學園（諸岡京子）
- I"s#OVA（磯崎泉）
- 今天的五年二班（小泉千佳）
- 萌少女的戀愛時光（宇佐美美）
- 萌少女的戀愛時光 第2學期（宇佐美美）
- 絕對衝激 ～柏拉圖之心～（末廣忍）
- 魔法老師系列（葉加瀬聰美）
  - 魔法老師 春・夏
  - 魔法老師 ~白之翼~
- 圓盤皇女（法穆）
- I"s Pure（磯崎泉）
- エイケン（諸岡京子）
- 今天的五年二班（小泉千佳）
- きらめき☆プロジェクト（カナ）
- 圓盤皇女 星靈節的新娘（法穆）
- Carnival Phantasm（伊莉雅絲菲爾‧馮‧愛因茲貝倫）

### 劇場版動畫
2010年
- 劇場版 Fate/stay night UNLIMTED BLADE WORKS（伊莉雅絲菲爾·馮·愛因茲貝倫）

2011年
- 劇場版 魔法老師！ ANIME FINAL（葉加瀬聰美）

2012年
- 強襲魔女 劇場版（桑妮亞·V·利特維亞克）

2017年
- 劇場版 Fate/kaleid liner 魔法少女☆伊莉雅 雪下的誓言（伊莉雅絲菲爾·馮·愛因茲貝倫）
- 劇場版 Fate/stay night [Heaven's Feel] I.presage flower（伊莉雅絲菲爾·馮·愛因茲貝倫）

2019年
- Fate/kaleid liner 魔法少女☆伊莉雅 百變嘉年華（伊莉雅絲菲爾·馮·愛因茲貝倫）
- 劇場版 Fate/stay night [Heaven's Feel] II.lost butterfly（伊莉雅絲菲爾·馮·愛因茲貝倫）

2020年
- 劇場版 Fate/stay night [Heaven's Feel] III.spring song（伊莉雅絲菲爾·馮·愛因茲貝倫）

2021年
- 劇場版 Fate/kaleid liner 魔法少女☆伊莉雅 Licht 沒有名字的少女（伊莉雅絲菲爾·馮·愛因茲貝倫）

### 網路動畫
- 企鵝美眉♥心（瑪莉·吉波卡普拉·W·懷特貝爾）

2018年
- 衛宮家今天的餐桌風景（伊莉雅絲菲爾·馮·愛因茲貝倫）

### 遊戲
- 聖誕之吻（田中惠子、上崎裡沙）
- I"s Pure  PS2 （磯崎泉）
- テイルズオブザテンペスト（ルビア･ナトウィック）
- True Love Story Summer Days, and yet...
- 雙戀 -フタコイ-（白鐘雙樹）
- 一騎當千 Eloquent Fist（諸葛亮孔明）
- 一騎當千 Shining Dragon（諸葛亮孔明）
- 神曲奏界Polyphonica Memories White Win（拿諾波尼特‧琉修露）
- Prism Palette（朝霧藍子）
- プリンセスコンチェルト（シーリア）
- 魔法先生ネギま! 1時間目 お子ちゃま先生は魔法使い!（葉加瀬聰美）
- 魔法先生ネギま! 2時間目 戦う乙女たち！麻帆良大運動会SP!（葉加瀬聰美）
- ふしぎの海のナディア～Inherit the Bluewater～（ソフィア ロックヘルド）
- 武裝神姬 BATTLE RONDO（侍型MMS 紅緒）
- Fate/tiger colosseum（伊莉雅丝菲尔·冯·爱因兹贝伦）
- Fate/unlimited codes（伊莉雅丝菲尔·冯·爱因兹贝伦）
- 蘿樂娜的鍊金工房～亞蘭德的鍊金術士～（蘿樂萊娜·菲立克塞爾）
- 尼爾系列（艾米爾）
  - 尼爾：人工生命
  - 尼爾：自動人形
  - 尼爾：人工生命 ver.1.22474487139...
- 夢幻之星網路版2（マールー）
- 臨時女友（桐山優月）
- 1/2 summer+（久遠寺澄空）
- Fate/kaleid liner 魔法少女☆伊莉雅（伊莉雅絲菲爾·馮·愛因茲貝倫）
- Fate/Grand Order（伊莉雅斯菲爾·馮·愛因茲貝倫）
- 嫁コレ（青海衣更、太陽明里）
- 愛上火車 -pure station-（玲奈）
- 碧藍幻想（マキラ）
- 食用系少女2：美食内戰 （小紅）
- Fire Emblem Heroes（伊修達爾）
- 原神（瑤瑤）
- 初雪樱（东云 希）[5][6]

### 實寫
- 魔法先生ネギま! 麻帆良学園中等部2-A: 一学期特典DVD　麻帆良学園中等部2-A: 入学式
- 魔法先生ネギま! 麻帆良学園中等部2-A: 二学期特典DVD　麻帆良学園中等部2-A: 一学期終業式
- 魔法先生ネギま! 麻帆良学園中等部2-A: ホームルーム

### 電台節目
- 外道乙女隊放送局（音泉 全39回 2005年4月4日～12月26日）
- 魔法少女ベホイミの新感覚癒し研究室（インターネットラジオ 全13回 2005年11月7日～2006年2月2日）
- ドン舞Club（ラジオ関西）
- RADIOアニメロミックス（文化放送、東海電台、朝日放送 2004年4月3日放送分から2005年10月1日放送分までパーソナリティを担当）
- ムギュッと！双恋（文化放送、東海電台、大阪放送）
- 南池袋公園裏まいやん放送局（TWOFIVE）

### CD
- ヒャクマンボルトSHOWTIME（2005年9月8日発売予定　PS2「海底兩萬哩-THE SECRET OF BLUE WATER-」片尾曲）
- ハッピー☆マテリアル 麻帆良学園中等部2－A（葉加瀬聡美）
- 魔法先生ネギま! 声のクラスメイトシリーズ 10月:科学と肉まん（葉加瀬聡美）
- マイタリズム（2004年8月6日発売）
- メガパンダ（2004年1月30日発売）
- 空のシズク（2003年4月4日発売）
- ぱにぽにだっしゅ！キャラクターボーカルアルバム『学園天国』（癒し系魔法少女ベホイミ 歌唱）（2005年10月26日發售）
- 《最萌的瘦身寶典》附錄CD（大江藤圓）
- 蟲、眼球、泰迪熊（夢怪獸）
- 熱風海陸 Tales of Times Now Past（タカハタ＝ユズハ）

### 數位漫畫DVD
- 妄想乙女（藤波千尋）

### 其他
- Gamers Guardian Fairies（新宿店守護妖精・菫）

## 關連項目
- 福圓美里
- 小清水亞美
- 伊月唯
- 水橋香織
- 大橋步夕

## 外部連結
- 門脇舞以 official website （页面存档备份，存于）（日語）
- ○●あんずミンツ●○ （页面存档备份，存于） （页面存档备份，存于）（日語）
- あんずミンツ ａｎｚｕｍｉｎｔｓの創作・趣味雜記 （页面存档备份，存于）（門脇舞以本人的部落格）（日語）